# Nootdorp
Nootdorp es una localidad del municipio de Pijnacker-Nootdorp en la provincia de Holanda Meridional (Países Bajos). El 31 de diciembre de 2000, último censo oficial, contaba con 12.492 habitantes. 
Cercano a La Haya y dentro de la región metropolitana La Haya-Róterdam, Nootdorp fue un municipio independiente hasta el 1 de enero de 2002 cuando se fusionó con Pijnacker. Hay noticias de la población desde finales del siglo XIII. La Dorpskerk o iglesia del pueblo, de la Iglesia reformada neerlandesa, conserva una torre campanario del siglo XVI. En Nootdorp nació la pintora barroca Maria van Oosterwijck (1630-1692).

## Galería

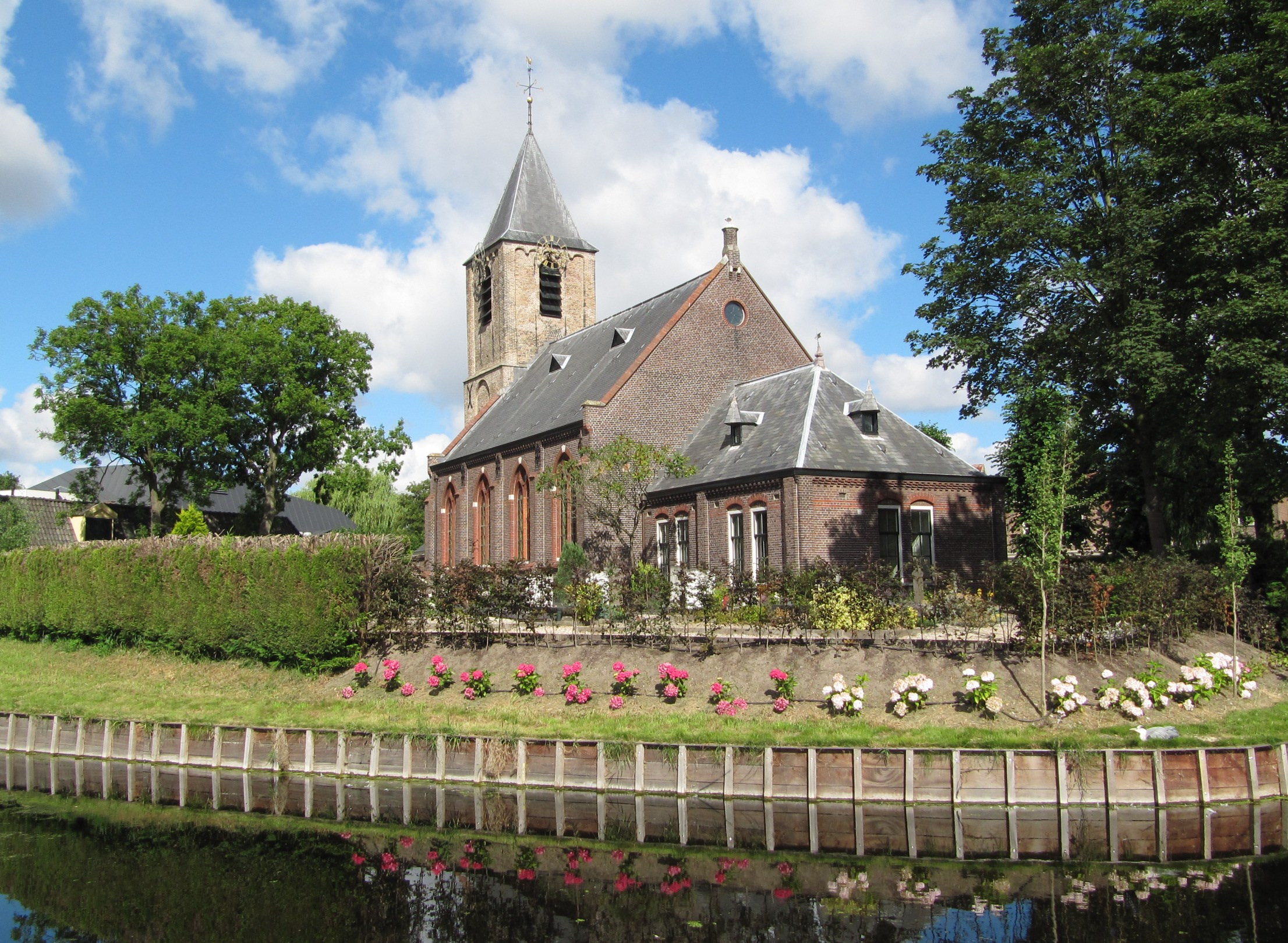
Iglesia reformada.
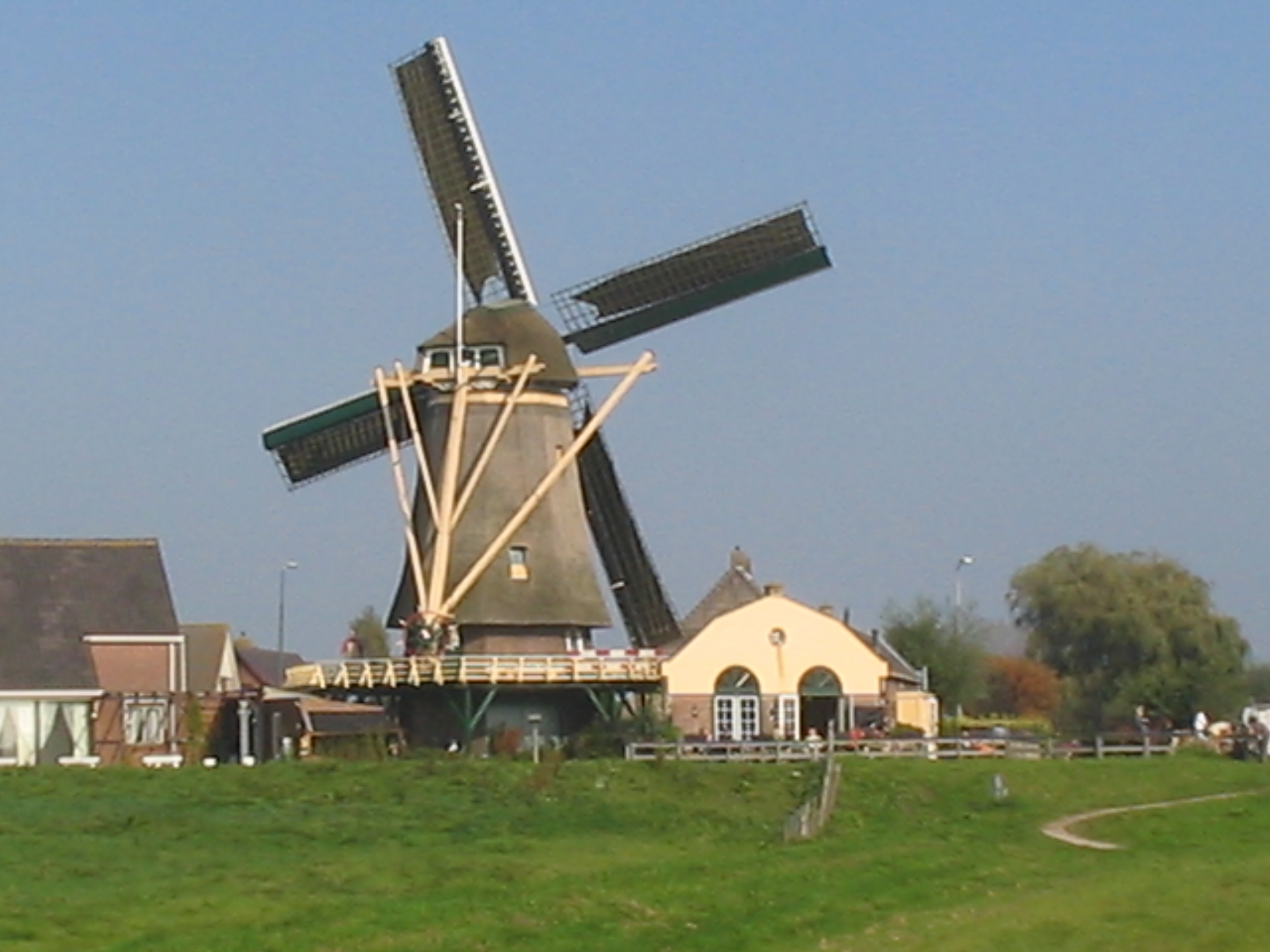
Molino Windlust (1885)
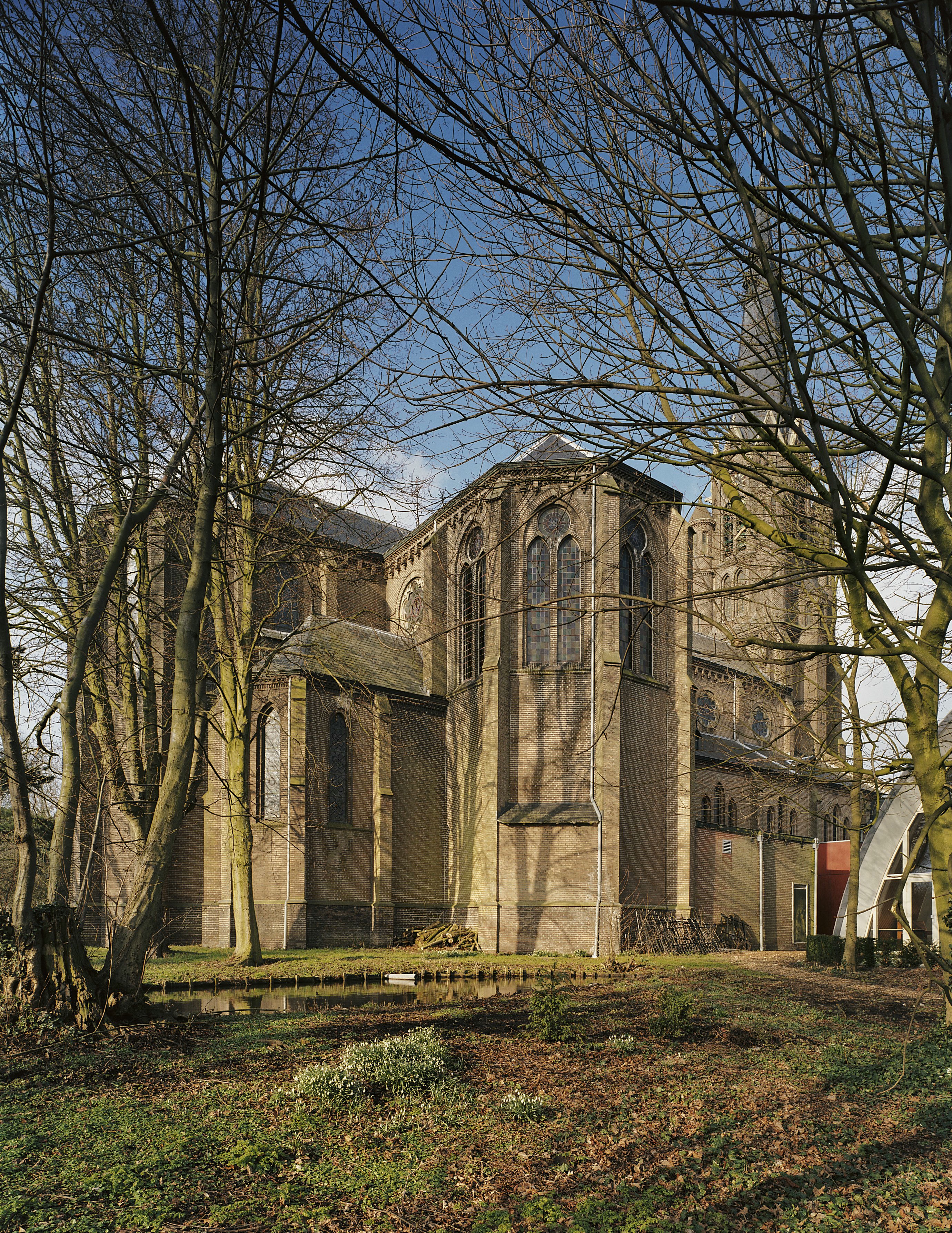
Iglesia de San Bartolomé (1869-1871)